# باول وليامز (ملحن)
باول وليامز (بالإنجليزية: Paul Williams)‏ هو ملحن بريطاني، ولد في 1940.

## وصلات خارجية
- بول وليامز على موقع ميوزك برينز (الإنجليزية)